# Mistrzostwa Europy w Lekkoatletyce 2016 – trójskok kobiet
Trójskok kobiet – jedna z konkurencji technicznych rozgrywanych podczas lekkoatletycznych mistrzostw Europy na Olympisch Stadion w Amsterdamie.
Tytułu mistrzowskiego z 2014 nie obroniła Ukrainka Olha Saładucha.

## Terminarz
| Data     | Godzina |            |
| -------- | ------- | ---------- |
| 8 lipca  | 13:10   | Eliminacje |
| 10 lipca | 17:25   | Finał      |

## Rekordy
Tabela prezentuje rekord świata, rekord Europy oraz najlepsze osiągnięcie na Starym Kontynencie.
|                          | Zawodnik           | Wynik | Miejsce  | Data                  |
| ------------------------ | ------------------ | ----- | -------- | --------------------- |
| Rekord świata            | Inesa Kraweć       | 15,50 | Göteborg | 10 sierpnia 1995(dts) |
| Rekord Europy            | Inesa Kraweć       | 15,50 | Göteborg | 10 sierpnia 1995(dts) |
| Rekord mistrzostw Europy | Tatjana Lebiediewa | 15,15 | Göteborg | 9 sierpnia 2006(dts)  |

## Rezultaty

### Eliminacje
- Minimum kwalifikacyjne: 14.00 m (Q) lub 12 najlepszych rezultatów (q). Opracowano na podstawie materiału źródłowego.[2]

| Poz. | Grupa | Zawodnik                | Reprezentacja   | Próby  | Próby  | Próby  | Wynik  | Uwagi |
| Poz. | Grupa | Zawodnik                | Reprezentacja   | 1      | 2      | 3      | Wynik  | Uwagi |
| ---- | ----- | ----------------------- | --------------- | ------ | ------ | ------ | ------ | ----- |
| 1    | B     | Anna Jagaciak-Michalska | Polska          | 13.98  | 14.33  |        | 14.33  | Q,    |
| 2    | A     | Jenny Elbe              | Niemcy          | 13.51  | 13.53  | 14.24  | 14.24  | Q     |
| 3    | A     | Hanna Minenko           | Izrael          | 13.90  | 14.23w |        | 14.23w | Q     |
| 4    | A     | Dana Velďáková          | Słowacja        | 13.59  | x      | 14.11  | 14.11  | Q,    |
| 5    | B     | Kristin Gierisch        | Niemcy          | 13.56  | 13.53w | 14.05  | 14.05  | Q     |
| 6    | A     | Paraskiewi Papachristu  | Grecja          | 14.00  |        |        | 14.00  | Q     |
| 7    | B     | Daria Derkach           | Włochy          | x      | 13.65  | 13.96w | 13.96w | q     |
| 8    | B     | Susana Costa            | Portugalia      | 13.66  | 13.94  | 13.73  | 13.94  | q     |
| 9    | A     | Patrícia Mamona         | Portugalia      | 13.72  | 13.87  | x      | 13.87  | q     |
| 10   | A     | Olha Saładucha          | Ukraina         | 13.82w | 13.85w | 13.82  | 13.85w | q     |
| 11   | B     | Lucie Májková           | Czechy          | 13.56  | x      | 13.81  | 13.81  | q     |
| 12   | B     | Kristiina Mäkelä        | Finlandia       | 13.62  | 13.80  | 13.77  | 13.80  | q     |
| 13   | B     | Jeanine Assani-Issouf   | Francja         | 13.21  | 13.45  | 13.80  | 13.80  |       |
| 14   | B     | Rusłana Cychoćka        | Ukraina         | 13.78  | x      | 13.58  | 13.78  |       |
| 15   | B     | Laura Samuel            | Wielka Brytania | 13.65  | x      | x      | 13.65  |       |
| 16   | A     | Elena Andreea Panțuroiu | Rumunia         | 13.51  | 13.63  | 13.62  | 13.63  |       |
| 17   | A     | Iryna Waśkouska         | Białoruś        | 13.61  | 13.35  | x      | 13.61  |       |
| 18   | A     | Rouguy Diallo           | Francja         | x      | 13.58  | 13.45  | 13.58  |       |
| 19   | A     | Patricia Sarrapio       | Hiszpania       | 13.46  | 13.08  | 13.05  | 13.46  |       |
| 20   | B     | Gabriela Petrowa        | Bułgaria        | x      | x      | 13.46  | 13.46  |       |
| 21   | B     | Natalla Wiatkina        | Białoruś        | 13.33  | 13.07  | 13.35  | 13.35  |       |
| 22   | A     | Petra Koren             | Słowenia        | 13.02  | x      | 13.02  | 13.02  |       |

### Finał
Opracowano na podstawie materiału źródłowego.
| Poz. | Zawodnik                | Reprezentacja | Próby | Próby | Próby  | Próby | Próby | Próby  | Wynik  | Uwagi |
| Poz. | Zawodnik                | Reprezentacja | 1     | 2     | 3      | 4     | 5     | 6      | Wynik  | Uwagi |
| ---- | ----------------------- | ------------- | ----- | ----- | ------ | ----- | ----- | ------ | ------ | ----- |
| 01 ! | Patrícia Mamona         | Portugalia    | x     | 13.95 | 14.38w | x     | x     | 14.58  | 14.58  | NR    |
| 02 ! | Hanna Minenko           | Izrael        | x     | x     | 14.51w | x     | x     | x      | 14.51w |       |
| 03 ! | Paraskiewi Papachristu  | Grecja        | 14.31 | 14.45 | 14.15  | 14.00 | 14.14 | 14.47  | 14.47  |       |
| 4    | Anna Jagaciak-Michalska | Polska        | 14.31 | x     | 14.15  | x     | 14.32 | 14.40w | 14.40w |       |
| 5    | Susana Costa            | Portugalia    | x     | 14.25 | 13.58  | 14.23 | 14.34 | x      | 14.34  | PB    |
| 6    | Olha Saładucha          | Ukraina       | 14.00 | 14.23 | 14.05w | 12.80 | 14.16 | 14.12  | 14.23  |       |
| 7    | Jenny Elbe              | Niemcy        | 14.08 | 14.08 | x      | 13.60 | 13.82 | 13.86  | 14.08  |       |
| 8    | Kristin Gierisch        | Niemcy        | x     | 14.01 | 14.03  | x     | 12.92 | 13.92  | 14.03  |       |
| 9    | Kristiina Mäkelä        | Finlandia     | 13.79 | 13.94 | 13.95  |       |       |        | 13.95  | SB    |
| 10   | Daria Derkach           | Włochy        | 13.89 | x     | 13.56w |       |       |        | 13.89  |       |
| 11   | Dana Velďáková          | Słowacja      | x     | x     | 13.74  |       |       |        | 13.74  |       |
| 12   | Lucie Májková           | Czechy        | 13.36 | 13.16 | 13.70w |       |       |        | 13.70w |       |